# Bloodshy & Avant
Bloodshy i Avant właściwie Christian Karlsson i Pontus Winnberg. Producenci muzyczni oraz autorzy tekstów ze Szwecji. Bloodshy & Avant współpracowali z wieloma artystami, takimi jak: Madonna, Kylie Minogue, Jennifer Lopez, Kelis, Christina Milian, Ms. Dynamite, Rachel Stevens, jednak najbardziej znani są przez współpracę z Britney Spears.

## Nagrody i wyróżnienia
| Rok  | Kategoria            | Tytułem                  | Nagroda            | Nota      | Źródło |
| ---- | -------------------- | ------------------------ | ------------------ | --------- | ------ |
| 2004 | Most Performed Song  | Britney Spears - "Toxic" | ASCAP Award        | Laur      | [ 1 ]  |
| 2004 | Best Dance Recording | Britney Spears - "Toxic" | Grammy             | Laur      | [ 2 ]  |
| 2005 | Most Performed Work  | Britney Spears - "Toxic" | Ivor Novello Award | Laur      | [ 3 ]  |
| 2010 | Årets producent      | Bloodshy & Avant         | Grammis            | Nominacja | [ 4 ]  |